# Heathcote Williams
Pour les articles homonymes, voir Williams.
Heathcote Williams, né le 15 novembre 1941 à Helsby (Cheshire) et mort le 1er juillet 2017 à Oxford (Angleterre), est un poète, acteur et dramaturge britannique, également militant politique.

## Dramaturgie
- 1974 : Remember The Truth Dentist
- 1966 : The Local Stigmatic, qui a servi de base pour le film de même nom
- 1977 : Hancock's Last Half Hour
- 1977 : The Immortalist

## Filmographie

### Au cinéma
- 1968 : Love Love Love
- 1974 : Wet Dreams : (segment "Flames")
- 1979 : La Tempête (The Tempest) : Prospero, the Right Duke of Milan
- 1987 : Wish You Were Here : Dr Holroyd
- 1987 : La Petite Dorrit (Little Dorrit) : Dr. Haggage
- 1988 : Stormy Monday : Peter Reed
- 1989 : Slipstream : Man on Stairs
- 1992 : Orlando : Nick Greene / Publisher
- 1994 : Les Leçons de la vie (The Browning Version) : Dr. Lake
- 1995 : The Steal : Jeremiah
- 1995 : Blue Juice : Shaper
- 1996 : The Cold Light of Day : Stephen Nuslauer
- 1997 : Bring Me the Head of Mavis Davis : Jeff
- 1997 : La Leçon de tango (The Tango Lesson) : Builder
- 1997 : The IMAX Nutcracker : 'Uncle' Drosselmeier
- 1998 : Cousin Bette : Nucingen
- 1998 : La leggenda del pianista sull'oceano : Doctor Klauserman
- 1999 : Toy Boys : Mr. Chambers
- 1999 : Alegría : Marcello
- 1999 : Miss Julie : Servant
- 1999 : Mauvaise Passe : le père d'Ann
- 2000 : Honest : Professor
- 2001 : The Love Doctor : Bekai Basu
- 2001 : Dream de Mikael Ruttkay Hylin : Roger Stark
- 2001 : Hotel : Bosala
- 2001 : All Forgotten : Dr. Looshin
- 2001 : Revelation : New Age Man
- 2002 : The Reckoning : Undertaker
- 2004 : Cargo : Damia
- 2006 : Basic Instinct 2 : Jakob Gerst
- 2008 : La Cité de l'ombre (City of Ember) : Sadge Merrall